# 春花脆蒴报春
春花脆蒴报春（学名：Primula hookeri），为报春花科报春花属下的一个变种。

## 扩展阅读
維基物種上的相關：春花脆蒴报春